# Дуглас Брюс Беррі
Дуглас Брюс Беррі (англ. Douglas Bruce Berry; 24 січня 1924 – 30 вересня 1998) — американський художник коміксів, який найбільш відомий як інкер кількох серій коміксів Джека Кірбі в 1970-х.

## Біографія
Дуглас Брюс Беррі народився в Окленді, штат Каліфорнія, і служив у повітряних силах армії США під час Другої світової війни. Він працював у рекламній індустрії протягом 29 років і займався різними фензинами, включаючи Fantasy Illustrated Білла Спайсера в 1963–1964 рр. Беррі та Спайсер співпрацювали з Еандо Біндером над Adam Link яка виграла Alley Award 1964 року в категорії «Найкращий фанатський комікс». Наприкінці 1960-х він переїхав до Лос-Анджелеса. Він почав працювати інкером та леттерером для серії Kamandi Джека Кірбі станом на випуск номер 16 (Квітень 1974) І працював із Кірбі наступні два роки. У 2019 році видавництво TwoMorrows Publishing видало видання Dingbat Love Джека Кірбі, колекцію раніше неопублікованих робіт, які Кірбі намалював для DC Comics у 1970-х. Сюди входила історія Dingbats of Danger Street, де Беррі був інкером.

### Bill Spicer
- Fantasy Illustrated #1–2 (1963–1964)

### DC Comics
- 1st Issue Special #1 (Atlas), #5 (Manhunter) (1975)
- DC Graphic Novel #4 ("The Hunger Dogs") (1985)
- Kamandi #16–37 (1974–1976)
- Kobra #1 (1976)
- New Gods vol. 2 #6 (1984)
- OMAC #2–7 (1974–1975)
- Our Fighting Forces #151–152, 154–155, 161–162 (The Losers) (1974–1975)
- Richard Dragon, Kung-Fu Fighter #3 (1975)

### Marvel Comics
- Amazing Adventures #33 (Killraven) (1975)
- Captain America #191–192, 195–196 (1975–1976)

### Pacific Comics
- Silver Star #3–6 (1983–1984)

### Texas Trio
- Star-Studded Comics #6 (1965)

### TwoMorrows Publishing
- Jack Kirby's Dingbat Love (Dingbats of Danger Street) (2019)

## Зовнішні посилання
- Д. Брюс Беррі(англ.) на сайті Comic Book DB
- Д. Брюс Беррі [Архівовано 2 червня 2021 у Wayback Machine.] у Mike's Amazing World of Comics
- Д. Брюс Беррі [Архівовано 2 червня 2021 у Wayback Machine.] в Unofficial Handbook of Marvel Comics Creators